# Jefferson (Iowa)
Jefferson es una ciudad ubicada en el condado de Greene en el estado estadounidense de Iowa. En el Censo de 2010 tenía una población de 4345 habitantes y una densidad poblacional de 279,32 personas por km².

## Geografía
Jefferson se encuentra ubicada en las coordenadas 42°1′0″N 94°22′46″O / 42.01667, -94.37944. Según la Oficina del Censo de los Estados Unidos, Jefferson tiene una superficie total de 15.56 km², de la cual 15.46 km² corresponden a tierra firme y (0.63%) 0.1 km² es agua.

## Demografía
Según el censo de 2010, había 4345 personas residiendo en Jefferson. La densidad de población era de 279,32 hab./km². De los 4345 habitantes, Jefferson estaba compuesto por el 97.91% blancos, el 0.12% eran afroamericanos, el 0.12% eran amerindios, el 0.18% eran asiáticos, el 0% eran isleños del Pacífico, el 1.01% eran de otras razas y el 0.67% pertenecían a dos o más razas. Del total de la población el 2.28% eran hispanos o latinos de cualquier raza.